# Spelaeornis oatesi
Spelaeornis oatesi е вид птица от семейство Timaliidae.

## Разпространение
Видът е разпространен в Индия и Мианмар.